# St. Luciae (Meyenburg)

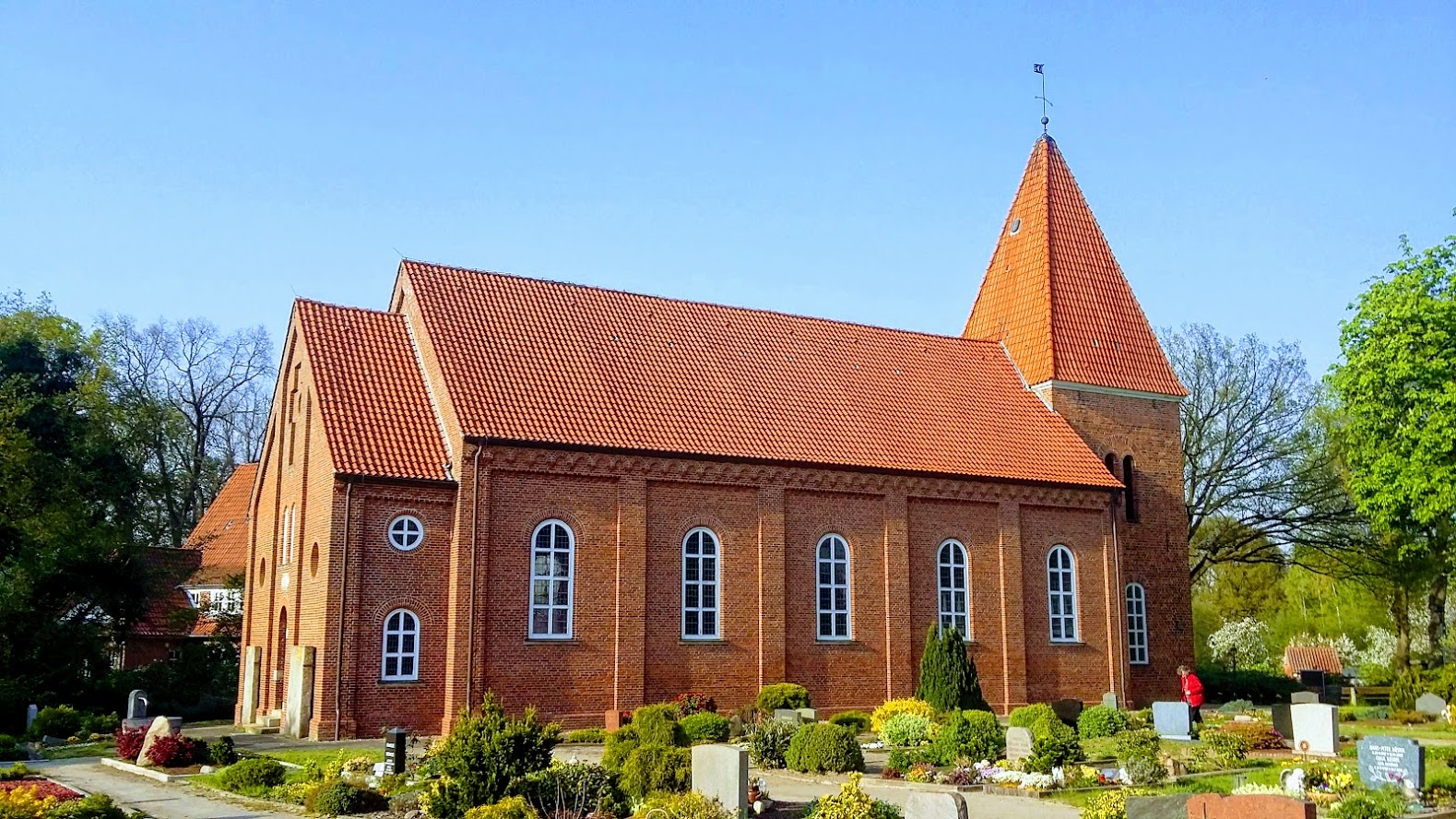
St. Luciae

Die evangelisch-lutherische Kirche St. Luciae befindet sich mit dem Kirchfriedhof in Meyenburg, Meyenburger Damm 9/11, einem Ortsteil der Gemeinde Schwanewede im Landkreis Osterholz in Niedersachsen. Die Kirchengemeinde gehört zum Kirchenkreis Osterholz-Scharmbeck im Sprengel Stade der Evangelisch-lutherischen Landeskirche Hannover.
Das Gebäude und der Friedhof stehen wie der Ortskern unter Denkmalschutz (siehe auch Liste der Baudenkmale in Schwanewede).

## Geschichte und Beschreibung
Die erste Kirche wurde um 1415 gebaut, 1752 der Turm angebaut.

### Kirche

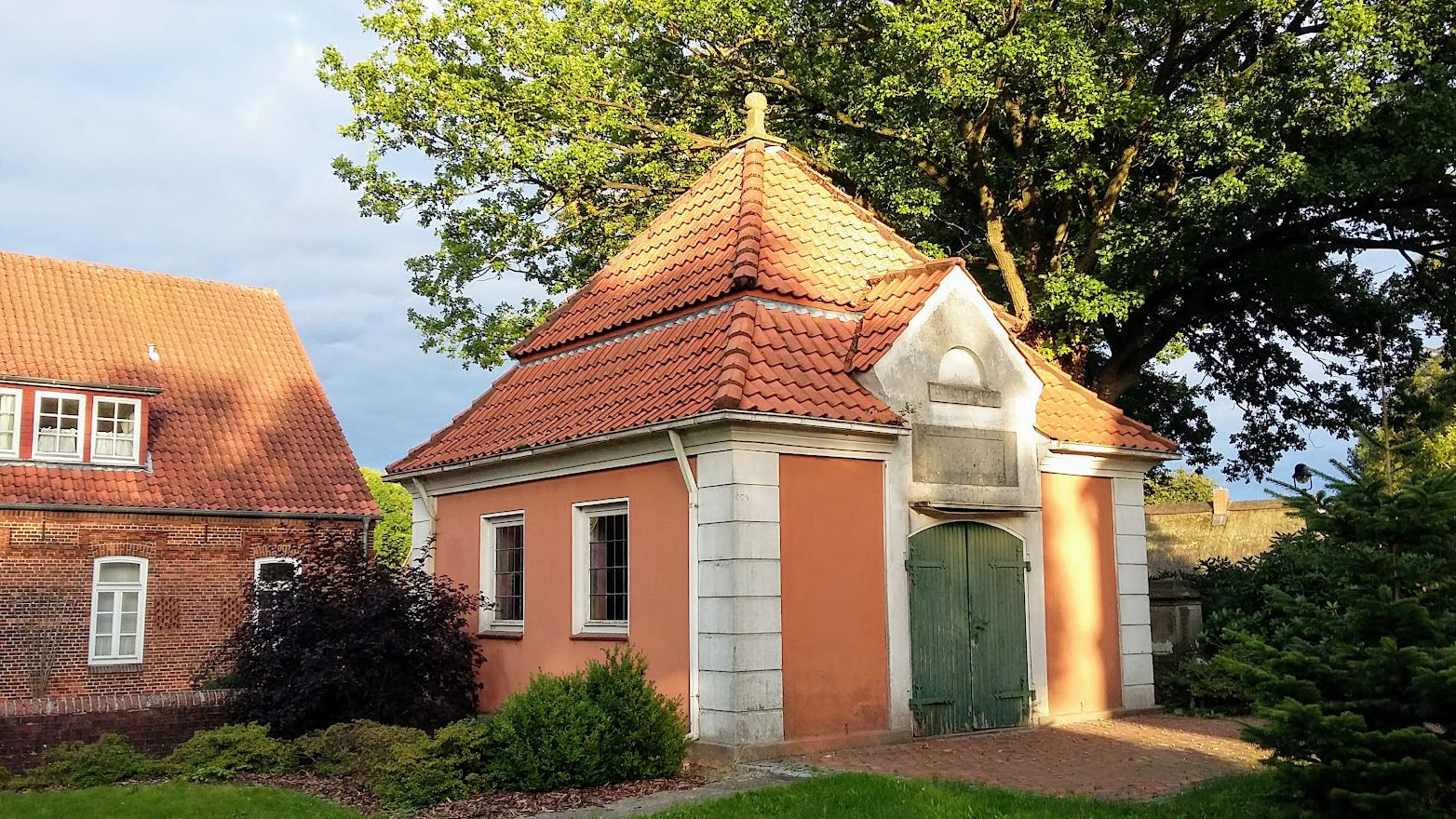
Mausoleum

Das Langhaus der heutigen Saalkirche mit fünf Jochen aus Backsteinen wurde 1857 errichtet, der Turm im Osten blieb erhalten. Die Längswände sind durch Lisenen gegliedert, zwischen denen sich die Bogenfenster befinden. Das Langhaus und der Anbau für das Portal sind jeweils mit Satteldächern bedeckt. Der Kirchturm trägt ein spitzes Pyramidendach. In ihm hängen zwei Kirchenglocken, eine wurde bereits 1512 gegossen.
1958 endete das Kirchenpatronat der Familie von Wersebe. 1964 wurde der Innenraum, der mit einer Flachdecke überspannt ist, renoviert. Dabei wurden die seitlichen Emporen beseitigt.
Zur Ausstattung gehören u. a. Kanzelaltarwand mit Durchgängen (Anf. 19. Jh., bis 1972 in Höver, 1984 in Meyenburg), polygonaler Kanzelkorb zwischen ionischen Pilastern, darüber Gebälk und geschwungener Aufsatz, davor hölzerner Blockaltar. – Niedrige Kanzel rechts des Altars, bronzener Taufständer (2001). – Holzskulptur St. Lucia (2010, Kurt Grimm, Meyenburg).

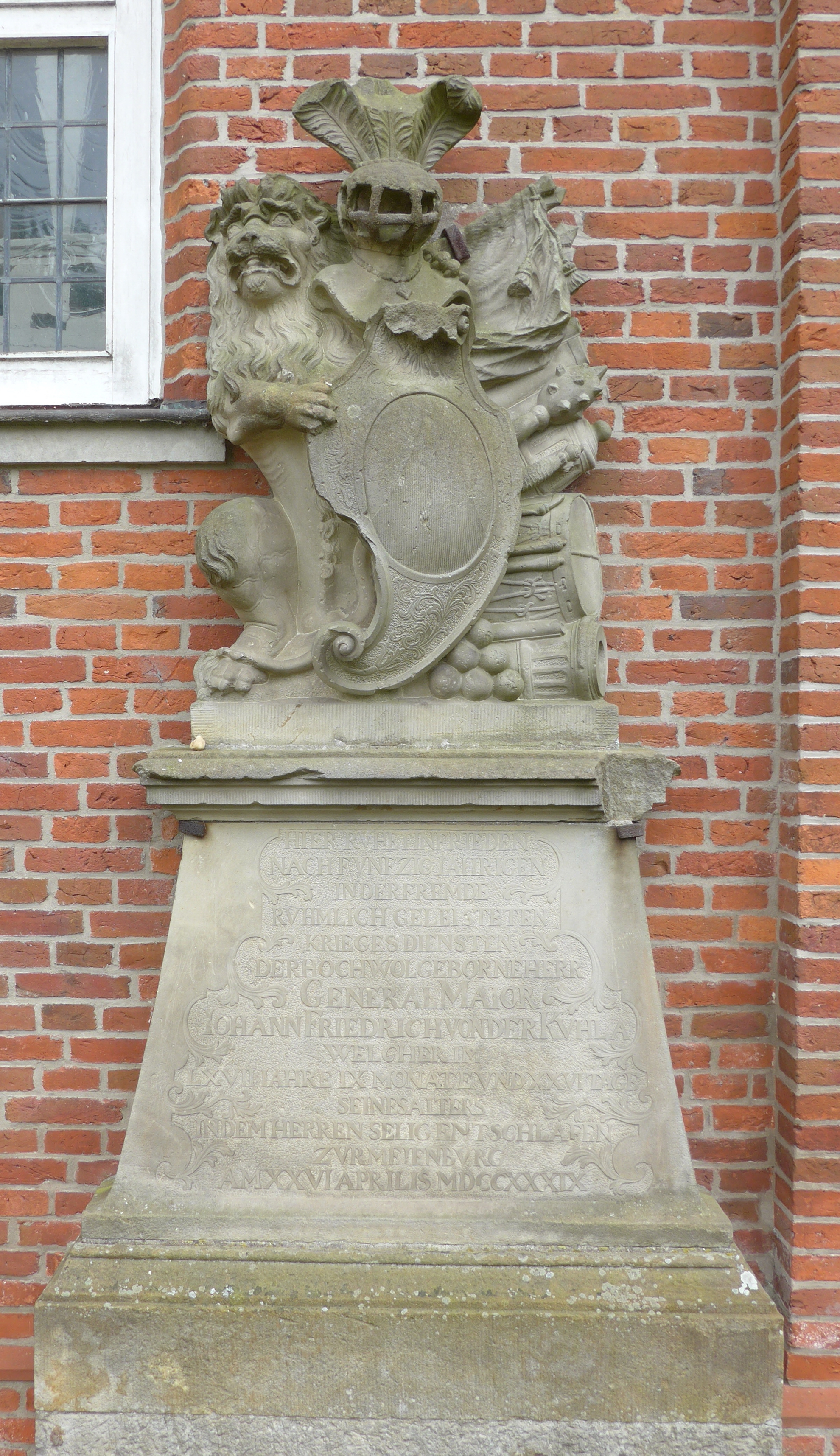
Grabdenkmal für v. d. Kuhla († 1739), wohl von Theophilus Wilhelm Frese aus Bremen

Die Orgel auf der Empore wurde 1752 von der Klosterkirche Osterholz erworben. Zustand 1866: 9 I/P, 1905 Neubau des Orgelwerks, P. Furtwängler & Hammer (Hannover), 9 II/P, pneumatische Traktur, Kegelladen (Opus 541), die mittleren fünf Pfeifenfelder des Prospekts barock, 1964/65 Neubau des Orgelwerks, Hermann Hillebrand (Altwarmbüchen), 14 II/P (HW, RP), mechanische Traktur, Schleifladen; barockes Gehäuse bildet Prospekt des RP.

### Friedhof
Das  kleine Mausoleum der Familie von Wersebe mit gestuftem Zeltdach und übergiebeltem Eingang stammt aus dem 20. Jahrhundert.
Außen an der Langhauswand qualitätvolles Grabdenkmal für den Generalmajor Johann Friedrich von der Kuhla († 1739), wahrscheinlich von der Hand des Theophilus Wilhelm Frese, des bedeutendsten Bremer Bildhauers im 18. Jahrhundert. Zwei weitere, stark abgetretene Grabplatten an der Westwand, eine für zwei adlige Frauen, wohl Mutter und Tochter, in tonnenförmigen Reifröcken, um 1620–40 und eine spätgotische mit kaum noch zu erkennendem Relief einer Auferstehung.